# Göran Andersson (lärare)
Bror Erik Göran Andersson, född 17 maj 1936 i Flens församling i Södermanlands län, död 26 oktober 2002 i Helga Trefaldighets församling i Uppsala, var en svensk universitetslärare och läromedelsförfattare.
Göran Andersson var son till folkskolläraren och kantorn Arvid Andersson (1905–1980) och ämneslärarinnan Helfrid Lindén (1905–1998). Han avlade studentexamen i Örebro 1955, blev filosofie kandidat 1959, politices magister 1961 och filosofie licentiat vid Uppsala universitet 1966. Han var förste amanuens, assistent och biträdande lärare vid statistiska institutionen på Uppsala universitet 1959–1966 samt universitetslektor i statistik och studierektor vid universitetet från 1967.
Andersson bedrev forskningsarbete inom regressions- och tidsserieanalysområdet, gav ut ett stort antal läromedel och var ordförande i Statistikersamfundets utbildningskommitté.
Han gifte sig 1965 med adjunkten Birgitta Granell (född 1939), dotter till muraren Gösta Granell och Bertha Johansson. De fick en dotter: Magdalena Andersson (född 1967).
Göran Andersson drabbades av alzheimer 1992 och avled efter tio år. Han är gravsatt i minneslunden på Uppsala gamla kyrkogård.